# Zulimar Ferreira
Olga Zulimar Ferreira Rodríguez (Tacuarembó, 26 de setiembre de 1973) es una política uruguaya perteneciente al Movimiento de Participación Popular.
Hija de Olga Rodríguez y Cecilio Ferreira, tiene 12 hermanos.
En las elecciones de 2019 fue electa para integrar la Cámara de Diputados en representación del departamento de Tacuarembó. En el año 2023 ocupó la cuarta vicepresidencia del cuerpo.
Fue reelecta para el cargo en los comicios de 2024. El 4 de julio de 2025 renuncia a su banca para asumir un curul en el Senado, para a su vez cubrir al renunciante Pedro Irigoin.   
También ha integrado el Parlasur.